# Artur Łepecki
Artur Łepecki (ur. 1 czerwca 1969 w Radomiu) – działacz opozycji antykomunistycznej, Solidarności Walczącej, Konfederacji Polski Niepodległej, działacz pomocy humanitarnej.

## Życiorys

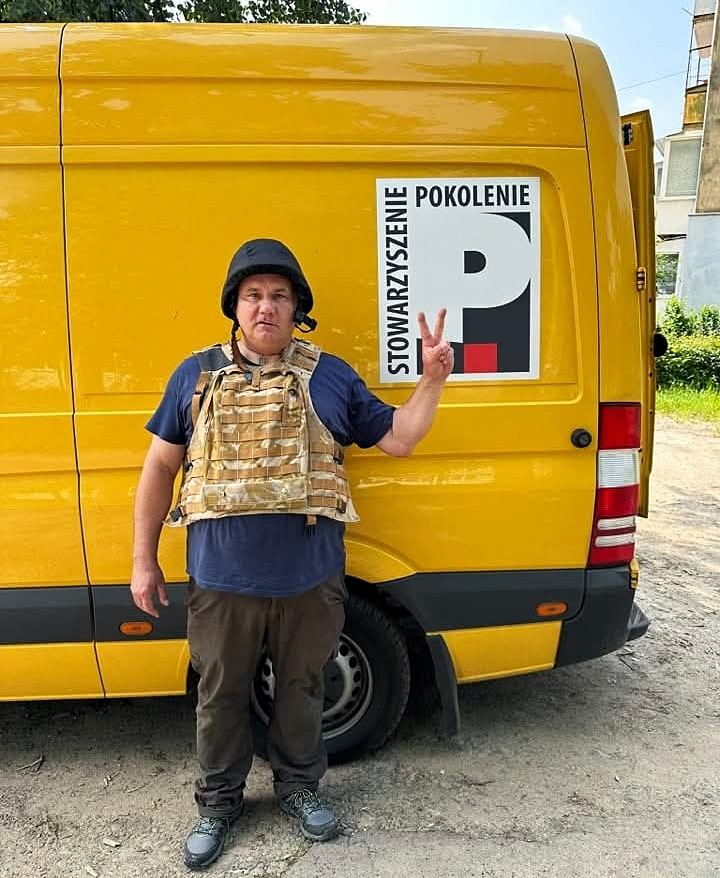
Artur Łepecki podczas pomocy humanitarnej

W latach 80. XX wieku działacz opozycji demokratycznej, organizator manifestacji firmowanych przez Ligę Republikańską. Był podejrzany o kolportaż ulotek i współorganizowanie w ramach działalności KPN obchodów rocznicy "Czerwca 76". Założyciel i przedstawiciel pisma "Solidarność Młodych". Jeden z inicjatorów budowy w Radomiu Pomnika Żołnierzy Wyklętych. Opiekun miejsc pamięci narodowej. Od kwietnia 2022 organizator pomocy ofiarom wojny w Ukrainie, ze szczególnym uwzględnieniem osób polskiego pochodzenia. Przedstawiciel Stowarzyszenia Orzeł Biały.

## Odznaczenia
- Krzyż Kawalerski Orderu Odrodzenia Polski[3][8]
- Krzyż Solidarności Walczącej[9]